# الشيخ عجلين
الشيخ عجلين حي من أحياء مدينة غزة في فلسطين تشتهر بشاطئها الهادئ وبزراعة العنب، والتين. تقع بالقرب من الطريق الساحلي، وعلى ربوة عالية أشبه بالجرف إلى الجنوب الغربي لمدينة غـزة، وتبلغ مساحته 2227 دونم، ويقطنه عام 2015، نحو 15 ألف نسمة.

## التسمية
أطلق عليه هذا الاسم نسبة إلى «الشيخ عجلين».

## الآثار
من أهم آثار هذه المنطقة، أرضية من الفسيفساء تقع فوق تلة «بطشان»، اكتشفت عن طريق الصدفة في صيف عام 1966، وتقع إلى الشمال من ضاحية «الشيخ عجلين» وهي أرضية لكنيسة غـزة بيزنطية مزدانة بالعديد من الحيوانات والأسود والنمور والزرافات.. الخ، وجاء داخل دائرة -ميدالية- تتوسطها ما ترجمته: (نحن تاجرا الأخشاب مناموس وايزورس أبناء ايزيس المباركة أهدينا هذه الفسيفساء قرباناً لأقدس مكان عن شهر لوس من عام 569) أي بما يصادف عام 508/509 ميلادية وفقاً للتقويم الغزّي.

## ذاكرة الحي
- في 18 تشرين الثاني/نوفمبر 2002، قصفت الطائرات الإسرائيلية الحي، ودمرت مكاتب الأمن الوقائي الفلسطيني.[2]
- خلال الحرب على غزة عام 2014، دمرت الطائرات الإسرائيلية مسجد الشيخ عجلين.[3]